# Émile Renouf
Pour les articles homonymes, voir Renouf.
Émile Renouf est un peintre français, né le 23 juin 1845 à Paris et mort le 4 mai 1894 au Havre.

## Biographie
Il étudie au lycée impérial Bonaparte et a pour camarade Jacinthe Pozier, qui deviendra lui aussi artiste peintre. La famille Pozier lui sera par la suite d'une grande aide et d'une indéfectible amitié. Après des études classique il rentre à l'Académie Julian et est l'élève de Gustave Boulanger, Jules Lefebvre et Charles Duran. Féru de musique classique, admirateur de Beethoven, Gluck et Mozart il va en compagnie de ses amis presque tous les dimanches applaudir les œuvres aux concerts Pasdeloup. Il expose ses premières œuvres au Salon de peinture et de sculpture de Paris entre 1877 et 1881. Il reçoit la médaille d'or à l'exposition universelle de 1889 à Paris.

« Forte constitution, taillé comme un vrai loup de mer, un blond barbu qui tient le pinceau aussi bien que l'aviron ; avec cela un vrai poète, qui aime la nature et passe son temps au milieu de la rude population des travailleurs de la mer, ce qui ne l'empêche pas du reste de chercher aussi ses impressions ailleurs. »

Il peint des thèmes marins et paysans, souvent bretons, particulièrement après un séjour à l'Île de Sein. Son atelier parisien étant dans un état épouvantable, il fait construire un nouvel atelier au Havre où il est mort. Ses œuvres se trouvent dans des musées en France à Amiens, Le Havre, Rouen, Liège et au Metropolitan Museum of Art de New York

« La Veuve [en fait La Veuve de l'Île de Sein] de M. Renouf est un tableau excellent. L'infortunée, vêtue de longs vêtements de deuil, se tient à genoux devant la tombe où repose l'être cher que lui a enlevé l'Océan impitoyable qui gronde derrière elle. À côté se tient l'orphelin ; sa jeune pensée n'est pas absorbée par cette sombre idée de la mort ; elle flotte, distraite, dans son regard enfantin. Le sentiment, qui est intense et enveloppe toute la toile, compense l'inexpérience de l'exécution trop large. Mais ce qui est au plus haut point remarquable, c'est l'effet de cette mer lointaine reflétant les clartés blanches et étincelantes du ciel. Il y a là de quoi rendre envieux bien des paysagistes »

Il est enterré au cimetière Sainte-Marie du Havre.

## Distinctions
- Chevalier de la Légion d'honneur (1889)

## Œuvres principales

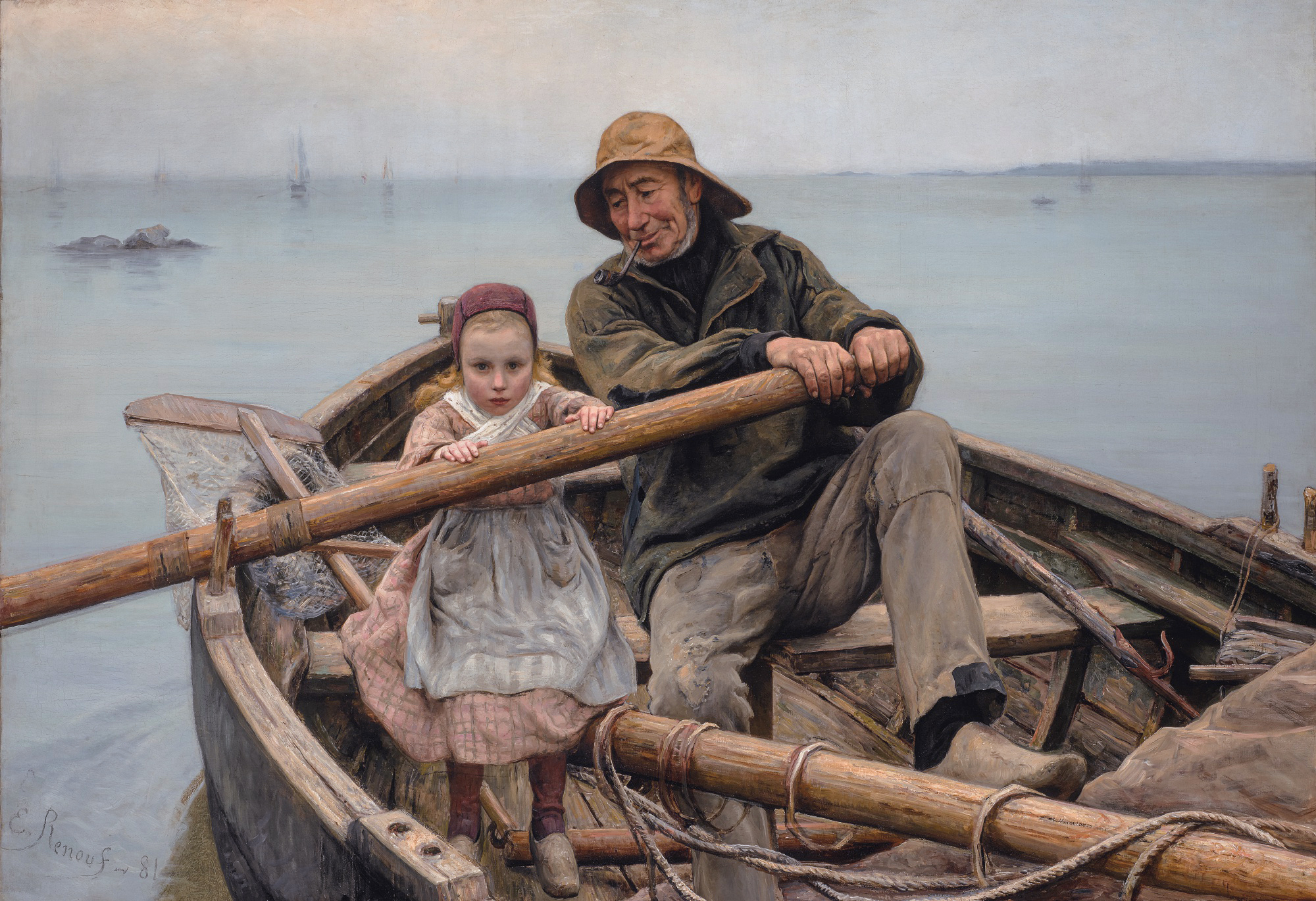
Un coup de main (1881)

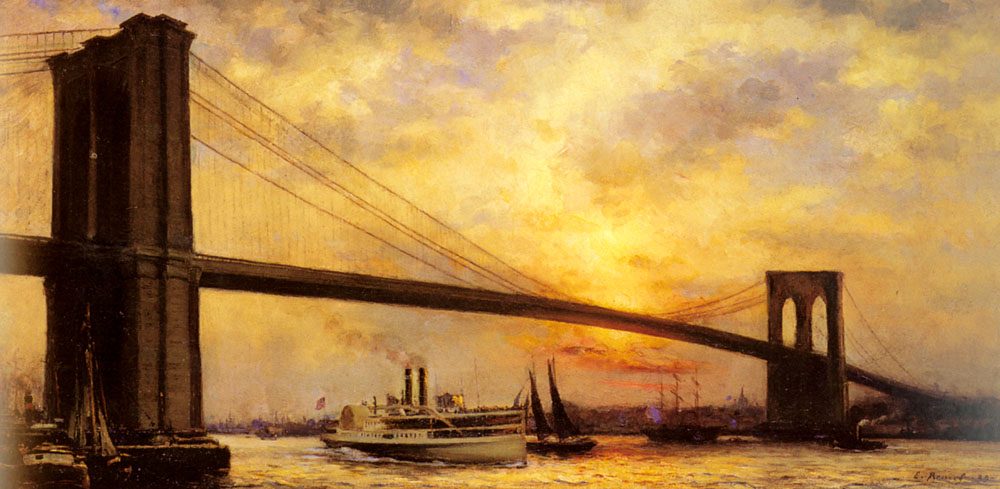
Le pont de Brooklyn (1889)

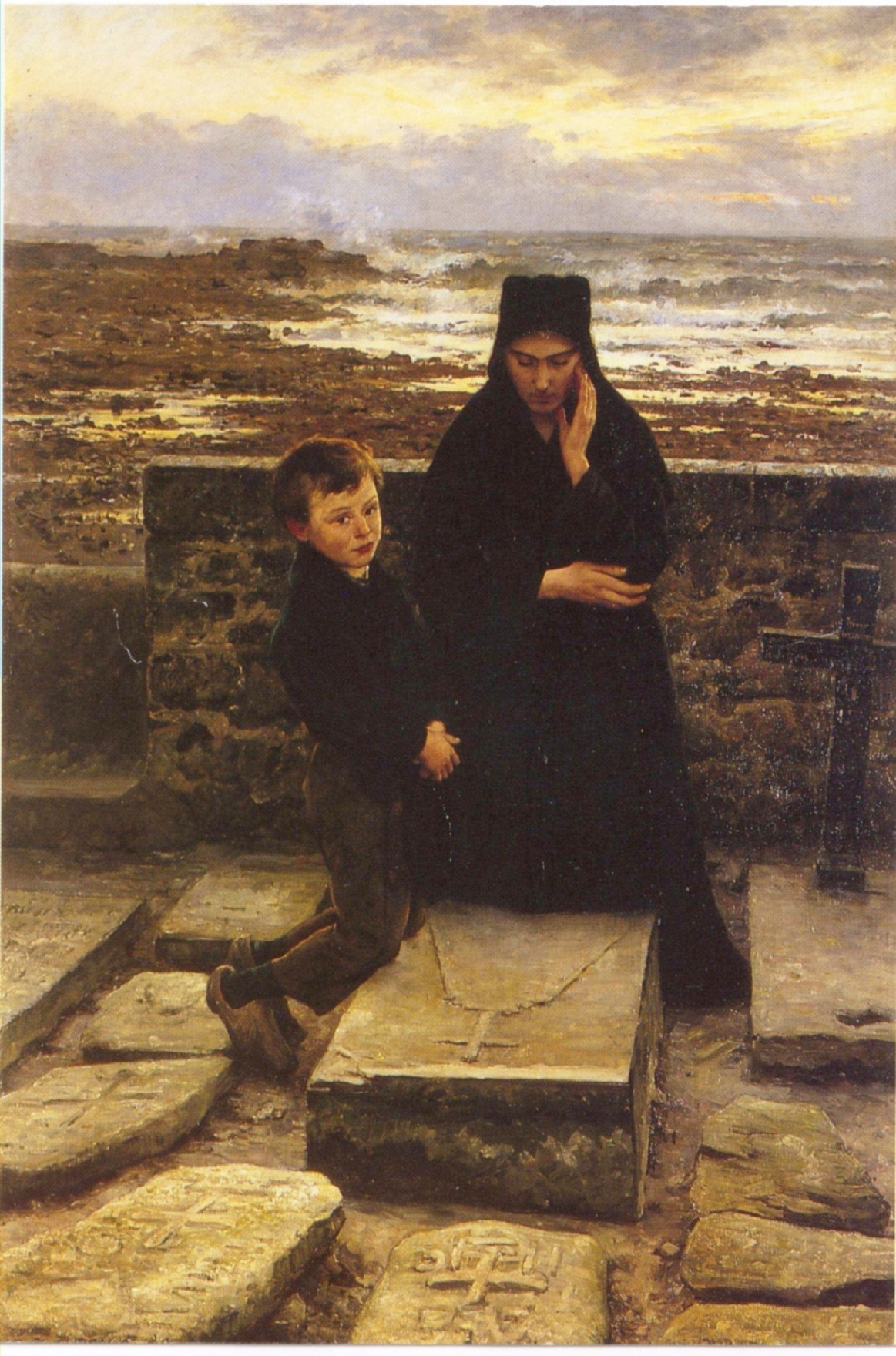
La Veuve de l'Île de Sein (1880)

- Environs de Honfleur, printemps, 1870
- Environs de Honfleur, le soir, 1875
- Aux environs de Honfleur, l'hiver, 1877
- Maison du Haut-du-Vent, à l'embouchure de la Seine, 1878
- Lit de rivière dans un vallon, 1878, huile sur toile, 134 cm × 210
- La veuve de l'Île de Sein, 1880, Musée des beaux-arts de Quimper[9].Cette toile rencontra un vif succès au Salon de 1880 où elle reçut une médaille de deuxième classe[3].
- Un coup de main ou  La main tendue (The Helping Hand), 1881[10].
- Après un orage, 1881[11].
- Soleil couchant, 1884
- Un loup de mer, 1885[12]
- En dérive, 1886[13]
- Fin du jour, 1886, 127 × 101,6 cm[14].
- Les guetteurs, 1889[15]
- Le pont de Brooklyn, 1889, 53,2 × 57,5 cm[16].
- Pique-nique dans un parc
- Bord de rivière, Huile sur toile marouflée sur panneau, 60 × 81 cm.cm[17]
- Personnages sur la plage, huile sur toile, 21,5 cm × 35 cm[18]
- Bord de plage, huile sur toile, 18 cm × 36 cm[19]
- Sur la montre (entre 1880 et 1890) (peinture qui a inspiré une gravure de George Emerick Essig, graveur américain[20])
- Après la pluie, 1876
- Soleil couchant, 1876
- Une vallée dans le Finistère, 1877
- Un sauvetage, 1883[21]. Œuvre présentée cette année-là au Salon des Champs Élysées.
- Le pilote (Der Looste), 1883[22]. Cette toile fait sensation au Salon de Paris en 1883[5]
- Paysage (ruisseau) (Musée des beaux-arts de Liège)
- Le canal d'Harfleur, 1892
- Dernier radoub, gravure, 1885 (ce tableau est payé 5 000 dollars en 1885[23])
- La partie de pêche, 1892[24]
- Chutes du Niagara, 1893[25]

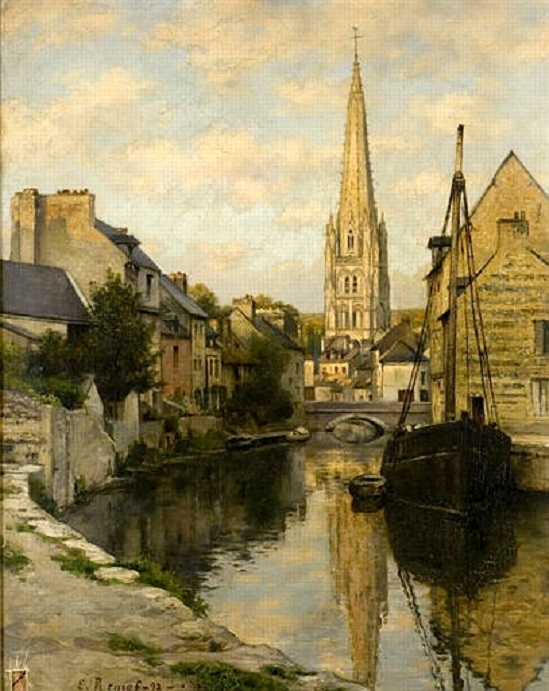
Le canal d'Harfleur (1892)
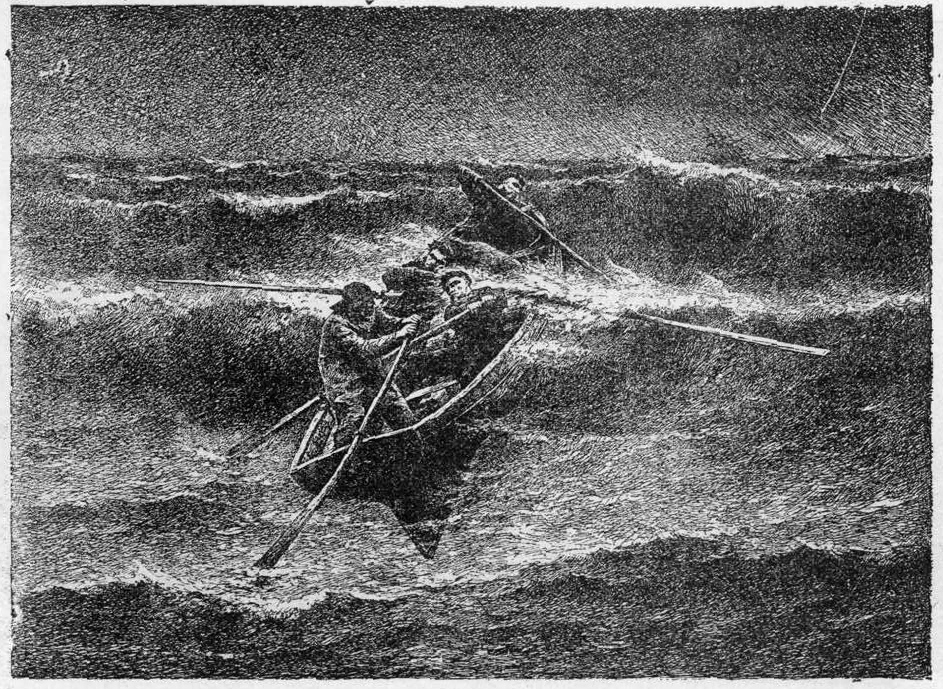
Der Lootse (1883)
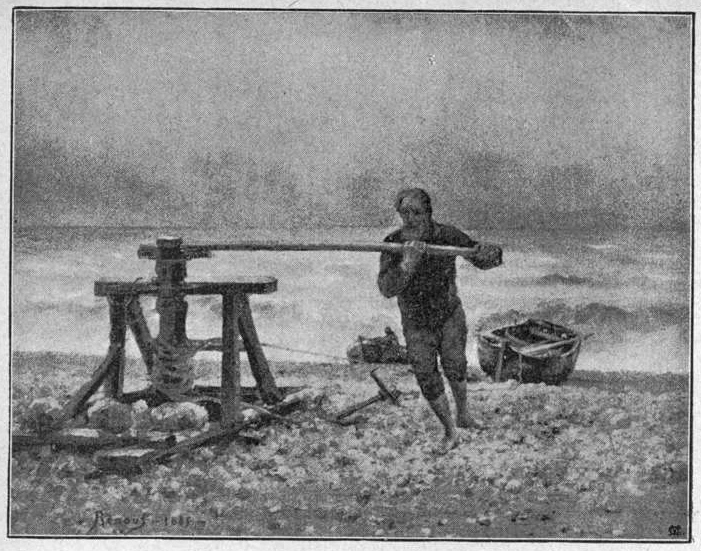
An der Ankerwinde (1883)
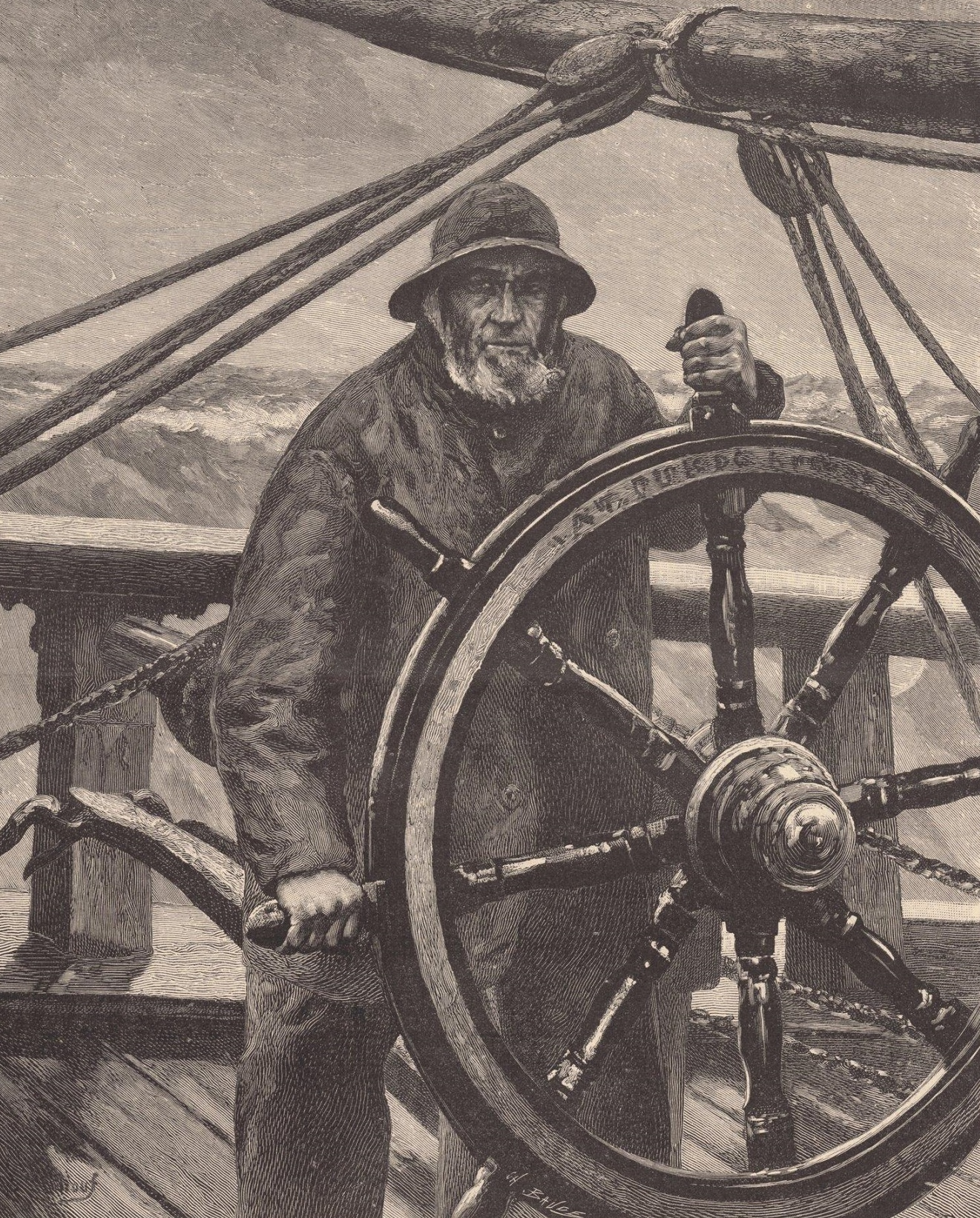
Un loup de mer (1885)
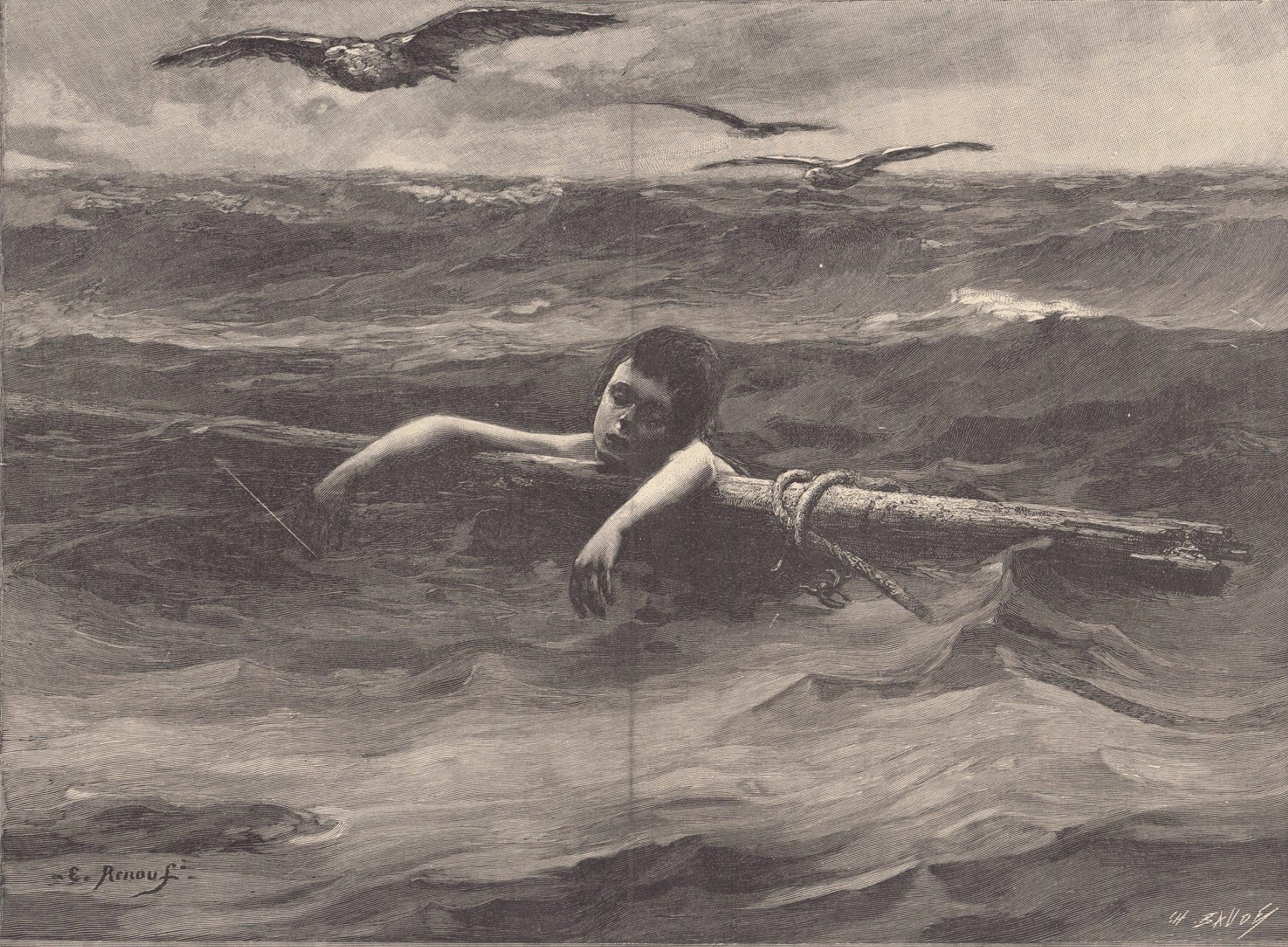
En dérive (1886)
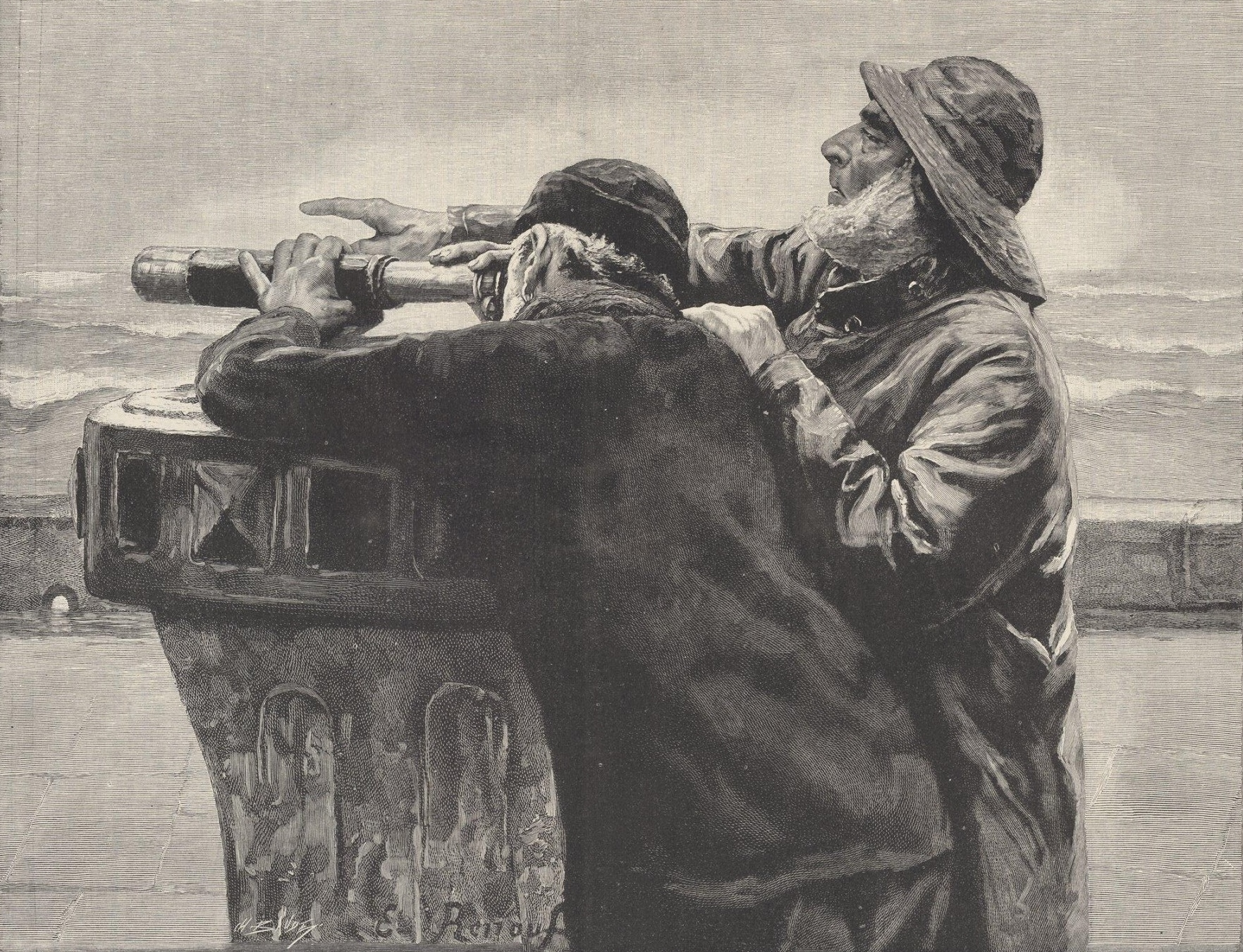
Les guetteurs (1889)
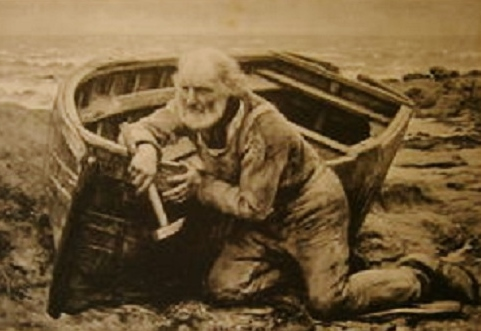
Dernier radoub, gravure
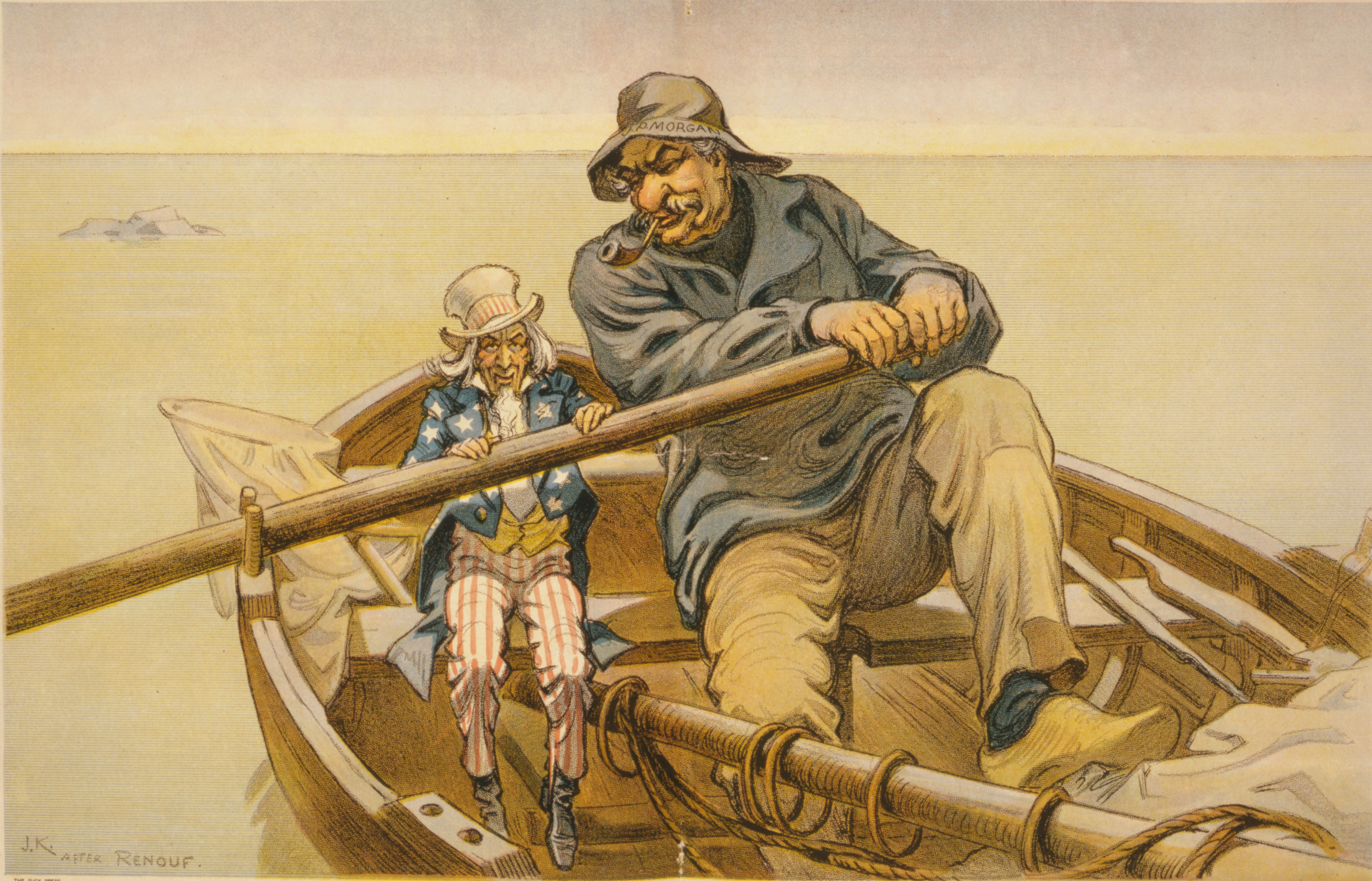
Parodie de la peinture d'Émile Renouf La main tendue montrant J.P. Morgan et l'Oncle Sam (Puck Magazine, 1911)

## Bateau
Un bateau portant son nom, l'Émile Renouf, un quatre-mâts construit en 1897 par les armateurs havrais Cicero Brown et Edouard Corblet, quitte le 2 février 1900 la Nouvelle-Calédonie, chargé de nickel et de cobalt à destination de Glasgow. Le 6 février 1900, le voilier heurte le récif Durand près des îles Loyauté et coule immédiatement. Les trente-deux personnes à bord ont le temps d'embarquer dans une baleinière et sont recueillies le lendemain par un navire de passage, le ketch La Perle de Nouméa. Le capitaine de l'Émile Renouf, Boju, est jugé coupable d'une erreur de navigation par un tribunal maritime commercial siégeant à Nantes le 8 septembre 1900. En 1991, l'Association Fortunes de mer localise l'épave sur le récif Durand. Un timbre-poste émis en 2000 en Nouvelle-Calédonie le représente.